# Maciej Kuczyński
Maciej Kuczyński (15. dubna 1929, Varšava – 5. srpna 2019, tamtéž) byl polský spisovatel, reportér, inženýr, architekt, speleolog, polárník, horolezec a cestovatel, autor knih pro děti a mládež, včetně vědeckofantastických próz..

## Život
Kuczyński vystudoval architekturu na Technické univerzitě v Krakově a v letech 1952–1956 pracoval jako architekt. Poté působil v Polské akademii věd jako vedoucí arheologických a paleontologických vědecko-výzkumných výprav (Peru, Mexiko, Belize, Guatemala, Honduras, Mongolsko) a řídil expedice Polského horolezeckého svazu do nejhlubších jeskyň v Polsku, na Kubě, v Československu, Maďarsku, Bulharsku, Francii a v Mexiku. Dále se mimo jiné podílel na geofyzikálních polárních expedicích na Špicberky, na finském subpolárním ekologickém výzkumu jezer v Laponsku a na polsko-amerických expedicích (1973–1977) řešících znečištění ledovců (Glacier Pollution Study), které ho přivedly na vrcholky hor v Himálaji, na Mount Stanley v Africe a na Denali na Aljašce. Patří k průkopníkům polské speleologie, od roku 1982 byl členem Explorers Clubu v New Yorku a od roku 1985 čestným členem Polského horolezeckého svazu.
Jako spisovatel debutoval roku 1961. Jeho díla jsou určena především pro děti a mládež. Všímá si různých záhad a píše také vědeckofantastickou prózu. Roku 1976 obdržel za román "Zwycięzca" (Vítěz) literární cenu polského skautského hnutí (Harcerska Nagroda Literacka) a roku 1980 ocenění od IBBY.

## Dílo
- Alarm pod Andami (1961, Poplach pod Andami), román.
- Babcia – robot przy kominku (1963, Babička – robot u krbu), sbírka sci-fi povídek. Kniha mimo jiné obsahuje tři česky vydané povídky Exodus, Czerwonogłowi (Rudohlaví) a Niezniszczalne (Nezničitelné).
- Do widzenia, słońce (1963, Na shledanou, Slunce), román.
- Gwiazdy suchego stepu (1965, Hvězdy suché stepi), fantasy román odehrávající se v Mongolsku.
- Atlantyda, wyspa ognia (1967, Atlantida, ostrov ohně), sci-fi román o životě a zániku legendární Atlantidy.
- Katastrofa (1968), sci-fi román o ohrožení lidstva v dálné budoucnosti.
- Wyprawa po dinosaury (1968, Výprava za dinosaury), reportáž z cesty do pouště Gobi.
- Zimny brzeg (1969, Studený břeh), dobrodružný příběh norského chlapce, který prožije robinzonádu na opuštěném ostrově.
- Kayum (1970), román o chlapci z vymírajícího mayského kmene v Guatemale.
- Czeluść (1972, Propast), reportáž.
- Rabunek (1972, Loupež), dobrodružný román o ganzích loupících v Mexiku starobylé mayské památky.
- Obieżyświat (1976, Světoběžník), povídky
- Zwycięzca (1976, Vítěz), román o peruánském chlapci, pro kterého je smyslem života běh a který je vychováván podle zásad starobylých Inků.
- Nowe przygody Obieżyświata (1977, Nové příběhy světoběžníka), povídky.
- Zwrotnik Dinozaura (1977, Obratník dinosaura), reportáž z cesty do pouště Gobi.
- Kask (1978, Tajemná přilba), dobrodružná dětská sci-fi o kouzelné přilbě na motorku, která po nasazení přenáší svého nositele na různá místa na světě.
- Wynalazek (1978, Vynález), sci-fi o chlapci jehož vynález může změnit podstatu dopravních prostředků na celém světě.
- Tajemniczy płaskowyż (1981, Tajemná planina), reportáž.
- Krwawiąca Europa (2001, Krvácející Evropa), literatura faktu, ozbrojené evropské konflikty v letech 1990–2000.
- Wodospad (2010, Vodopád), fantastický román, jehož hrdinou je peruánský šaman.

## Česká vydání

### Knihy
- Studený břeh, Mladá fronta, Praha 1973, přeložila Helena Teigová.
- Atlantida-ostrov ohně, Mladá fronta, Praha 1978, přeložila Anna Bauerová.
- Tajemná přílba, SNDK, Praha 1984, přeložil Ludvík Štěpán.

### Povídky
- Rudohlaví (Czerwonogłowi), povídka je obsažena v antologii Rakety z Tantalu, SNDK, Praha 1964, přeložil Jaroslav Simonides.
- Nezničitelné (Niezniszczalne), povídka je obsažena v antologii Rakety z Tantalu, SNDK, Praha 1964, přeložil Jaroslav Simonides.
- Exodus, povídka je obsažena v antologii Fantastika 80, Lidové nakladatelství, Praha 1980, přeložila Helena Stachová.